# Kata galapagoensis
Kata galapagoensis är en plattmaskart som beskrevs av Ax 1974. Kata galapagoensis ingår i släktet Kata och familjen Otoplanidae. Inga underarter finns listade i Catalogue of Life.